# Alaeddin Paša
Alaeddin Paša byl první osmanský velkovezír. 

## Život
Narodil se jako syn Kemalettina, proto byl často nazýván Hacı Kemalettin oğlu Alaeddin Pasha či Alaeddin bin Hacı Kemalletin, znamenající "syn Hacı Kemalettina". Pravděpodobně pocházel z města Cendere z rodiny Çandarlı. Byl faqīhem (odborník na islámské právo). Asi roku 1320 byl sultánem Osmanem I. jmenován vezírem. V tomto úřadu působil i za vlády sultána Orhana I. Jelikož byl jediným vezírem v divánu, jeho titul nebyl ve skutečnosti velkovezír avšak byl rovnocenný pozdějším velkovezírům.
Z tohoto důvodu je nazýván prvním velkovezírem.
Založil první stálou armádu osmanského sultána, později zvanou jako janičáři. Na rozdíl od oghuzských vojáků měl nový sbor bíle čepice. Jeho úřad velkovezíra skončil roku 1333.
Některé zdroje uvádí že byl Orhanovým bratrem.